# Тетрарх тенк
Лаки тенк Тетрарх је био британски лаки тенк током Другог светског рата, првобитно намењен извиђачким задацима али касније коришћен од стране ваздушнодесантних снага.

## Развој
- Прототип направљен од стране Викерс-Армстронг компаније 1938. године
- Производња започета 1940. године.
- Производња обустављена услед лоших резултата лаких тенкова у борби.
- Прихваћен од стране ваздушнодесантних снага 1941. године, производња обновљена.
- Име Тетрарх дато 1943. године.

## Дизајн/карактеристике
- Могућност коришћења точкова уз склоњене гусенице зарад бржег кретања по путевима.
- Померање точкова кроз савијање гусеница.
- Дизајн куполе је касније коришћен на Дајмлер оклопном возилу.

## Борбена историја
- Мали број је распоређен током операције Ајронклед, инвазије на Мадагаскар 1942. године.
- Коришћени од стране Ваздушнодесантног оклопног извиђачког пука, 6. ваздушнодесантне дивизије - спуштени преко Хамилкар једрилица као део операције Оверлорд, 6. јуна 1944. на реку Орн.
- Прелазак Рајне 24. марта 1945. године.
- Око двадесет Тетрарха је испоручено Совјетском Савезу, где су снимљени током коришћења за обуку.

## Варијанте

### Тетрарх I ЦС
- Верзија за блиску подршку: хаубица од 76 mm монтирана на куполу.

### Тетрарх DD
- Један Тетрарх је био опремљен и тестиран са пропелерима и склопљивим платнима за плутање, у току јуна 1941. године на резервоару Брент. Тест је био успешан и Штрауслер ДД (Дуплекс Драјв) је био прихваћен за Валентајн и Шерман тенкове.